# Andreas Nielsen (Offizier)
Andreas Nielsen (* 23. Dezember 1899 in Flensburg; † 24. April 1957 ebenda) war ein deutscher Generalleutnant der Luftwaffe im Zweiten Weltkrieg.

## Leben
Nielsen trat im Oktober 1917 in die Preußische Armee ein und nahm als Infanterist am Ersten Weltkrieg teil. Nach Kriegsende wurde er in die neu gegründete Reichswehr aufgenommen und diente 1923 an der Infanterieschule in München. Die Soldaten dieser Einrichtung, geführt durch ihre eingeweihten Offiziere, nahmen am 8. November am Hitlerputsch auf Seiten der Putschisten teil. Dafür erhielt Nielsen später, nach der Machtergreifung der Nationalsozialisten, am 9. November 1933 den sogenannten „Blutorden“. Am 1. Dezember 1924 erhielt er die Beförderung zum Leutnant und machte 1926 eine private Ausbildung zum Flugzeugführer. Nachdem er am 1. August 1928 als Leutnant im 6. Infanterie-Regiment diente nahm er an der geheimen Fliegerausbildung auf dem sowjetischen Flugplatz Lipezk teil. Nachdem er seine Fliegerausbildung am 30. September 1929 abgeschlossen hatte, wurde er am darauffolgenden Tag zum Oberleutnant befördert. Es folgten eine Instrumentenflugausbildung und 1933 eine Generalstabsausbildung.
Nachdem er am 1. August 1934 zum Hauptmann befördert worden war, wechselte Nielsen am 1. Juli 1935 zur neu entstandenen Luftwaffe und übernahm dort einen Posten im Luftwaffenpersonalamt des Reichsluftfahrtministeriums. Einer Beförderung zum Major am 1. August 1936 schloss sich am 1. April 1937 die Übernahme der Jagdgruppe Düsseldorf als Gruppenkommandeur an. Nachdem er am 1. Juli 1937 wieder zurück in den Generalstab der Luftwaffe wechselte, ging er ab Februar 1939 nach Spanien und nahm mit der Legion Condor am Spanischen Bürgerkrieg teil. Am 21. März 1939 übernahm er die Kampfgruppe 88 genannte Bombergruppe und führte sie bis Juni 1939. Danach übernahm er die III. Gruppe des Kampfgeschwaders 27 unter gleichzeitiger Wahrnahme des Amtes des Fliegerhorstkommandeurs des Fliegerhorstes Delmenhorst. Mit dieser Gruppe, bestehend aus zweimotorigen Bombern des Typs Heinkel He 111, nahm er mit Beginn des Zweiten Weltkrieges ab dem 1. September 1939 am Überfall auf Polen unter dem Kommando der Luftflotte 1 teil. Dort wurde Nielsen am 1. Oktober 1939 zum Oberstleutnant befördert. Zum 25. Februar 1940 wechselte er zum II. Fliegerkorps, um dort den Posten des Chefs des Generalstabes zu übernehmen. Am 30. Juni 1940 wechselte er erneut seine Betätigung und ging zur Luftflotte 4, um dort die Führungsabteilung zu leiten, bevor er am 20. Oktober 1940 Chef des Generalstabes der Luftflotte 5 in Oslo wurde. Dort erhielt er am 1. Oktober 1941 seine Beförderung zum Oberst und am 1. November übernahm er das Kommando des Fliegerführers Nord (West) in Norwegen. Hier erhielt er am 20. April 1942 das Deutsche Kreuz in Gold und am 1. März 1943 seine Beförderung zum Generalmajor. Am 1. Januar 1944 übernahm er das Amt eines Kommandierenden Generals der Deutschen Luftwaffe in Dänemark, bevor er am 12. Mai 1944 Chef des Stabes der Luftflotte Reich in Deutschland wurde. Auf diesem Posten erhielt er am 1. Juli 1944 die Beförderung zum Generalleutnant. Nach der bedingungslosen Kapitulation der Wehrmacht geriet er in britische Kriegsgefangenschaft, aus der er am 7. Juli 1947 entlassen wurde.

## Schriften
- Die Nachrichtenbeschaffung und- auswertung für die deutsche Luftwaffenführung, ohne Jahrgang, in: Militärgeschichtliches Forschungsamt;
- The German Air Force General Staff, New York 1968 (postum-Veröffentlichung)